# Église Saint-Leu de Sévigny-Waleppe
L'église Saint-Leu est une église située à Sévigny-Waleppe, en France.

## Description
Une des caractéristiques de cette église est sa tour-porche, construite non pas devant la nef comme habituellement mais au-dessus de la nef. Cette tour-porche est flanquée de deux poivrières en encorbellement et est soutenue par des contreforts.
À l'intérieur, on trouve le gisant de Melchior de Chabiel Morière, chevalier de Saint-Louis, décédé le 15 septembre 1789 à l'âge de 76 ans . On y voit les armes de Melchior, d'azur à trois pommes de pin d'or, et celles des Fabry, d'azur au chevron d'argent accompagné de trois étoiles de même.

## Localisation
L'église est située dans le département français des Ardennes, sur la commune de Sévigny-Waleppe, au centre, l'entrée donnant sur la place du village et les maisons entourant l'église étant construites dans les mêmes pierres.

## Historique
L'église actuelle a été construite au XIIIe siècle, en même temps qu'un château aujourd'hui disparu.
Vers 1576, lors d'un épisode des guerres de religion raconté dans la chronique de Jean Taté, l'église et ses occupants sont brûlés. S'y tenaient au moment du drame 80 hommes, le curé, et plusieurs femmes et enfants. L'édifice n'était pas  fortifié à l'époque. La tour-porche carrée est construite au frais des habitants. À la fin des guerres de religion, trois cloches sont placées dans cette tour mais le clocher s'effondre. En 1682, le clocher actuel, beaucoup plus haut que le précédent, est édifié. Les cloches sont alors placées au-dessus de la grosse tour. Le décor du chœur est refait à la fin du XVIIIe siècle, et la nef voûtée au XIXe siècle.
L'édifice est inscrit au titre des monuments historiques en 1995.